# Edmond Louyot

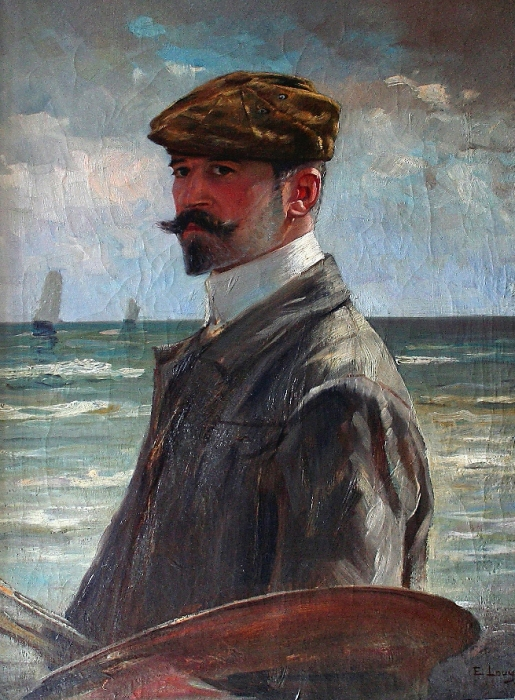
Selbstbildnis

Edmond Louyot (* 15. November 1861 in La Lobe, einem Ortsteil von Arry (Département Moselle); † 17. Januar 1920 ebenda) war ein französischer Maler.

## Familie
Zweiter Sohn von Camille Louyot, dem damaligen Bürgermeister in Arry, besuchte er die Grundschule des Heimatortes und eine fortführende Schule in Montigny bei Metz.

## Werdegang
Zu Beginn für ein Jurastudium vorgesehen, entschied sich Louyot dann aber für eine Laufbahn als Maler und besuchte ab 1884 Kunstakademien in Düsseldorf und München. In Düsseldorf gehörte er zum Kreis der  Düsseldorfer Malerschule. Seine Gemälde, die oft Kinder- und Landschaftsmotive sowie Darstellungen des Lebens an der holländischen Küste und der deutsch-französischen Grenzregion zeigen, sind über Amerika und Europa verteilt.